# Двуречный Кут
Двуречный Кут (укр. Дворічний Кут), село, Полевской сельский совет,
Дергачёвский район, Харьковская область, Украина.
Код КОАТУУ — 6322080901. Население по переписи 2001 года составляет 1305 (652/653 м/ж) человек.
Является административным центром Полевского сельского совета, в который, кроме того, входят посёлки
Григоровка,
Пивденное и
пгт Полевая.

## Географическое положение
Село Двуречный Кут находится на реке Криворотовка (в основном на левом берегу) в 1 км от места впадения её в реку Уды (правый приток), выше по течению в 1 км расположен пгт Ольшаны, на противоположном берегу реки Уды — пгт Пересечная.
Через село проходит автомобильная дорога Т-2106, на расстоянии в 1 км находится железнодорожная станция Пересечная.

## История
- около 1680 — основано как село Волосский Кут[1].
- 1650 — переименовано в село Двуречный Кут.
- В 1940 году, перед ВОВ, в селе было 267 дворов.[2]
- Конец октября 1941 — середина февраля 1943, начало марта 1943 — конец августа 1943 — оккупация территории СССР войсками Третьего рейха и его союзников[5].

## Экономика
- В селе есть молочно-товарная ферма.
- Сельхозтехника.

## Объекты социальной сферы
- Школа.
- Фельдшерско-акушерский пункт.

## Достопримечательности
- Братская могила советских воинов. Похоронено 119 воинов.

## Известные люди
- Чишко, Олесь Семёнович (1895—1976) — украинский и русский советский композитор, певец.